# Cérans-Foulletourte
Cérans-Foulletourte ist eine französische Gemeinde mit 3.365 Einwohnern (Stand: 1. Januar 2022) im Département Sarthe in der Region Pays de la Loire. Sie gehört zum Arrondissement La Flèche und zum Kanton Le Lude. Die Einwohner werden Céranais und Foulletourtois genannt.

## Geographie
Cérans-Foulletourte liegt etwa 25 Kilometer südwestlich von Le Mans am Flüsschen Fessard, an der westlichen Gemeindegrenze verläuft die Vézanne. Umgeben wird Cérans-Foulletourte von den Nachbargemeinden Roëzé-sur-Sarthe im Norden, Parigné-le-Pôlin im Nordosten, Yvré-le-Pôlin im Osten, Oizé im Südosten, La Fontaine-Saint-Martin im Süden, Mézeray im Westen und La Suze-sur-Sarthe im Nordwesten.
Durch die Gemeinde führt die frühere Route nationale 23 (heutige D323).

## Bevölkerungsentwicklung
| Jahr                       | 1962 | 1968 | 1975 | 1982 | 1990 | 1999 | 2006 | 2011 | 2020 |
| Einwohner                  | 1762 | 1738 | 2014 | 2226 | 2296 | 2445 | 2998 | 3272 | 3377 |
| Quellen: Cassini und INSEE |      |      |      |      |      |      |      |      |      |

## Sehenswürdigkeiten
- Dolmen von Bruon
- Kirche Notre-Dame in Foulletorte aus dem 19. Jahrhundert mit Glockenturm aus dem 15. Jahrhundert, das Interieur ist Monument historique
- Gotische Kirche Notre-Dame in Cérans

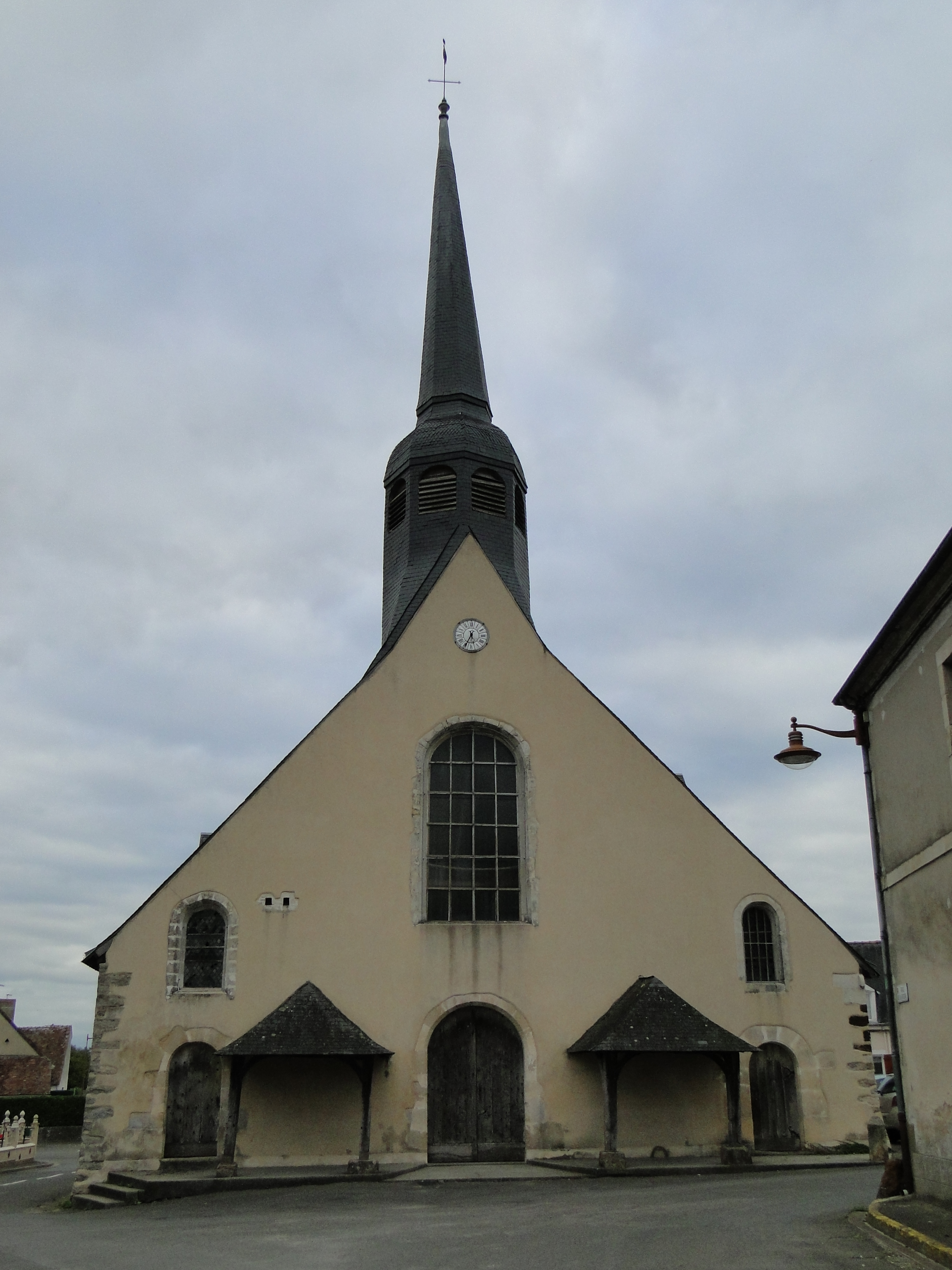
Kirche Notre-Dame in Cérans

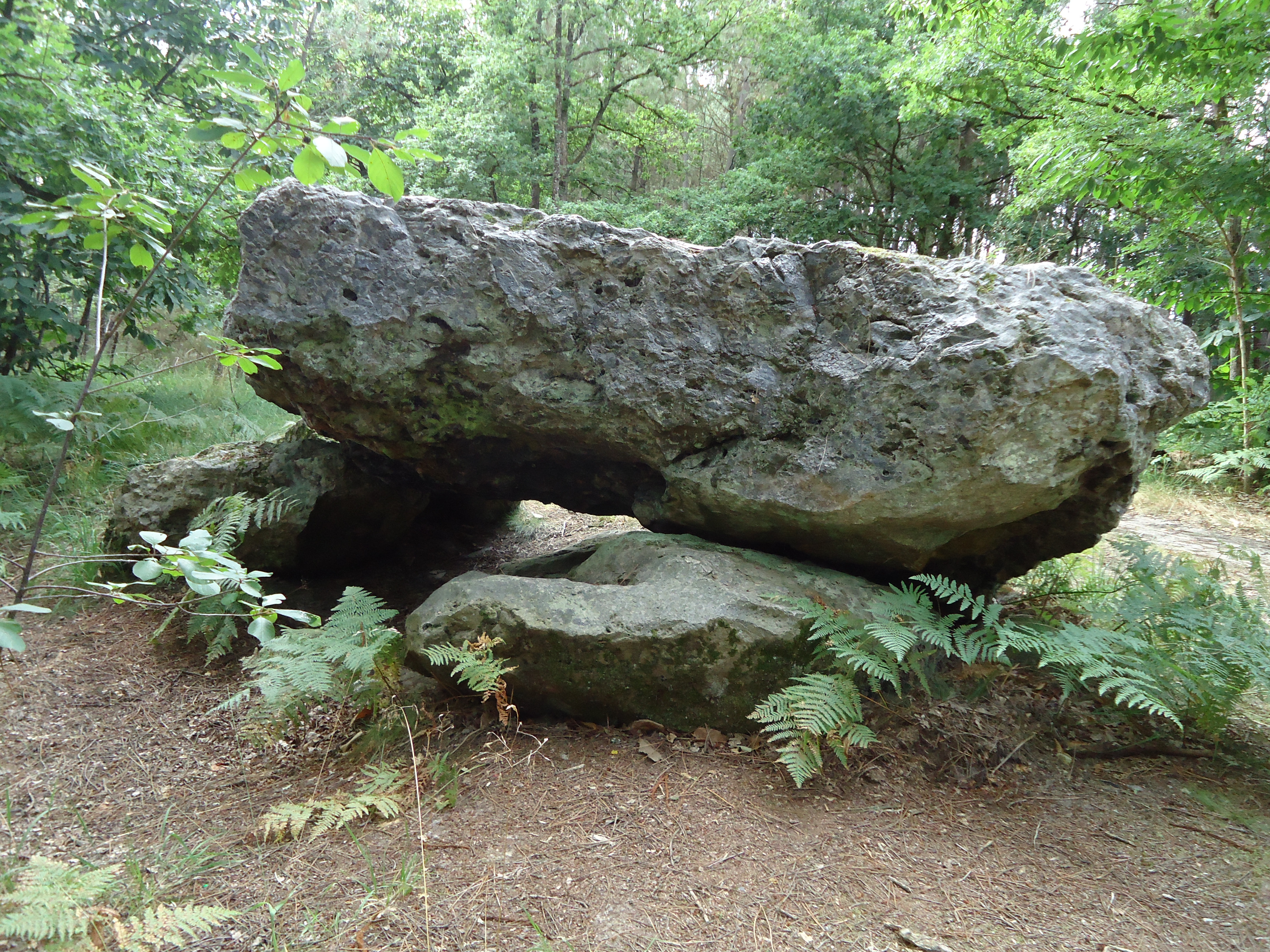
Dolmen von Bruon

## Persönlichkeiten
- François Fillon (* 1954), Politiker (LR)
- Pierre Belon (1517–1564), Naturforscher

## Gemeindepartnerschaften
Mit der deutschen Gemeinde Visbek in Niedersachsen und seit 1996 mit der britischen Gemeinde Chapel St Leonards in Lincolnshire (England) bestehen Partnerschaften.